# Lądowisko Łódź – Szpital Centrum Zdrowia Matki Polki
Łódź – Szpital Centrum Zdrowia Matki Polki – lądowisko sanitarne w Łodzi, w województwie łódzkim, położone przy ul. Rzgowskiej 281/289. Powstało jako pierwsze w Polsce przyszpitalne lądowisko.
Zarządzającym lądowiskiem jest Instytut „Centrum Zdrowia Matki Polki” (ICZMP) w Łodzi. W roku 1991 zostało wpisane do ewidencji lądowisk Urzędu Lotnictwa Cywilnego, gdzie widnieje pod numerem 16 i nazwą „Łódź – Szpital Centrum Zdrowia Matki Polki”.
Lądowisko jest przestarzałe i w nie najlepszym stanie technicznym. Sytuację w 2018 roku, czyli jeszcze przed wybudowaniem drugiego lądowiska, opisywano następująco:

To ogrodzony wybetonowany plac z zamkniętą budką. Każde lądowanie musi być prowadzone jak w sytuacji awaryjnej, ponieważ formalnie lądowiska nie ma. Za każdym razem, gdy ląduje na nim śmigłowiec Lotniczego Pogotowia Ratunkowego, pacjenta do szpitala trzeba transportować karetką.

W 2020 roku przy ICZMP powstało drugie, nowoczesne lądowisko dla śmigłowców Lotniczego Pogotowia Ratunkowego. Zostało wpisane do ewidencji lądowisk Urzędu Lotnictwa Cywilnego pod numerem 492 i nazwą „ICZMP Łódź – Szpital”.